# Cayzedo tér
A Cayzedo tér (spanyolul: Plaza de Cayzedo; előfordul Caicedo alakban is) a kolumbiai Cali belvárosának főtere.

## Története
A tér már a spanyol gyarmati korban kialakult, amikor Cali még csak kisváros volt, és már ekkor fontos szerepe volt a település életében: itt tartották a nagy rendezvényeket (néha még bikafuttatást is), és 1897-ig piactérként is szolgált. Neve kezdetben még Plaza Mayor („Nagy(obb) tér”) volt, majd 1813-ban a Plaza de la Constitución („Alkotmány tér”) nevet kapta. 1875-ben a városvezetés egy bronzból készült kutat helyeztetett el a tér közepén, és elültettetett 16 narancs- és 16 fűzfát. A kút körül 1898-tól Heliodoro Álvarez del Pino, Fidel Lalinde és Nicolás Olano képviselők kezdeményezésére európai stílusú parkot alakítottak ki, amelyet 1906-ban kovácsoltvasból készült ráccsal kerítettek körbe. Ez a rács 1936-ig maradt itt, ekkor áthelyezték a távolabb található temető köré. 1913-ban helyezték el a tér közepén a száz évvel azelőtt kivégzett Joaquín de Cayzedo y Cuero politikus és katona Franciaországban készült szobrát, és ekkor keresztelték át mai nevére, Cayzedo térre. 1986-ban, a város alapításának 450. évfordulója alkalmából a teret felújították. A 20. század végéig vagy a 21. század elejéig gyakran kitelepültek a térre a munkájukat végző írnokok: összecsukható székeiket és írógépeiket a szabad téren napernyők alá helyezték ki, és ott dolgoztak. Ma inkább különféle árusokkal lehet itt találkozni, akik főként sorsjegyeket, kávét, üdítőket, gyümölcsöket és zöldségeket kínálnak az arra járóknak. A számos dolgozó városlakó és turista mellett többször jelennek meg a téren hajléktalanok és munkanélküliek csoportjai is.

## Leírás
A paralelogramma alakú tér Cali központjában, a délnyugat-északkeleti irányú Carrera 4 és Carrera 5, valamint a közel észak-déli irányú Calle 11 és Calle 12 utcán között helyezkedik el. Közepén magas pálmafákkal beültetett park található, ennek is a közepén Joaquín de Cayzedo y Cuero emlékműve áll. A tér körül magas épületek sorakoznak, közülük is kiemelkedő műemlékek a Szent Péter-székesegyház, az Otero-épület és a Nemzeti Palota.

## Képek

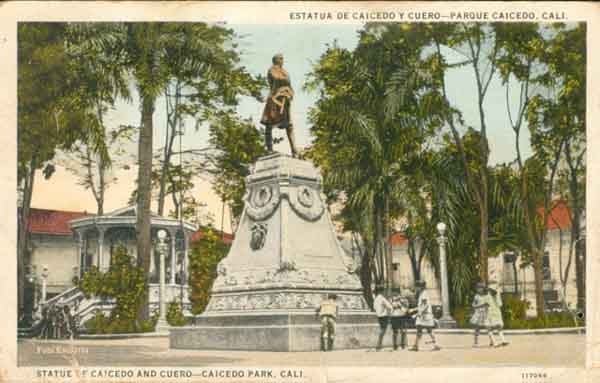
A tér egy régi képeslapon
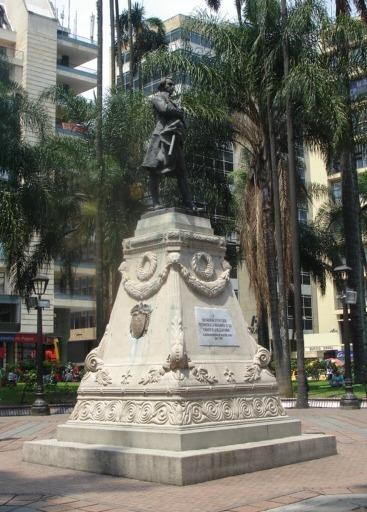
Joaquín de Cayzedo y Cuero szobra a tér közepén
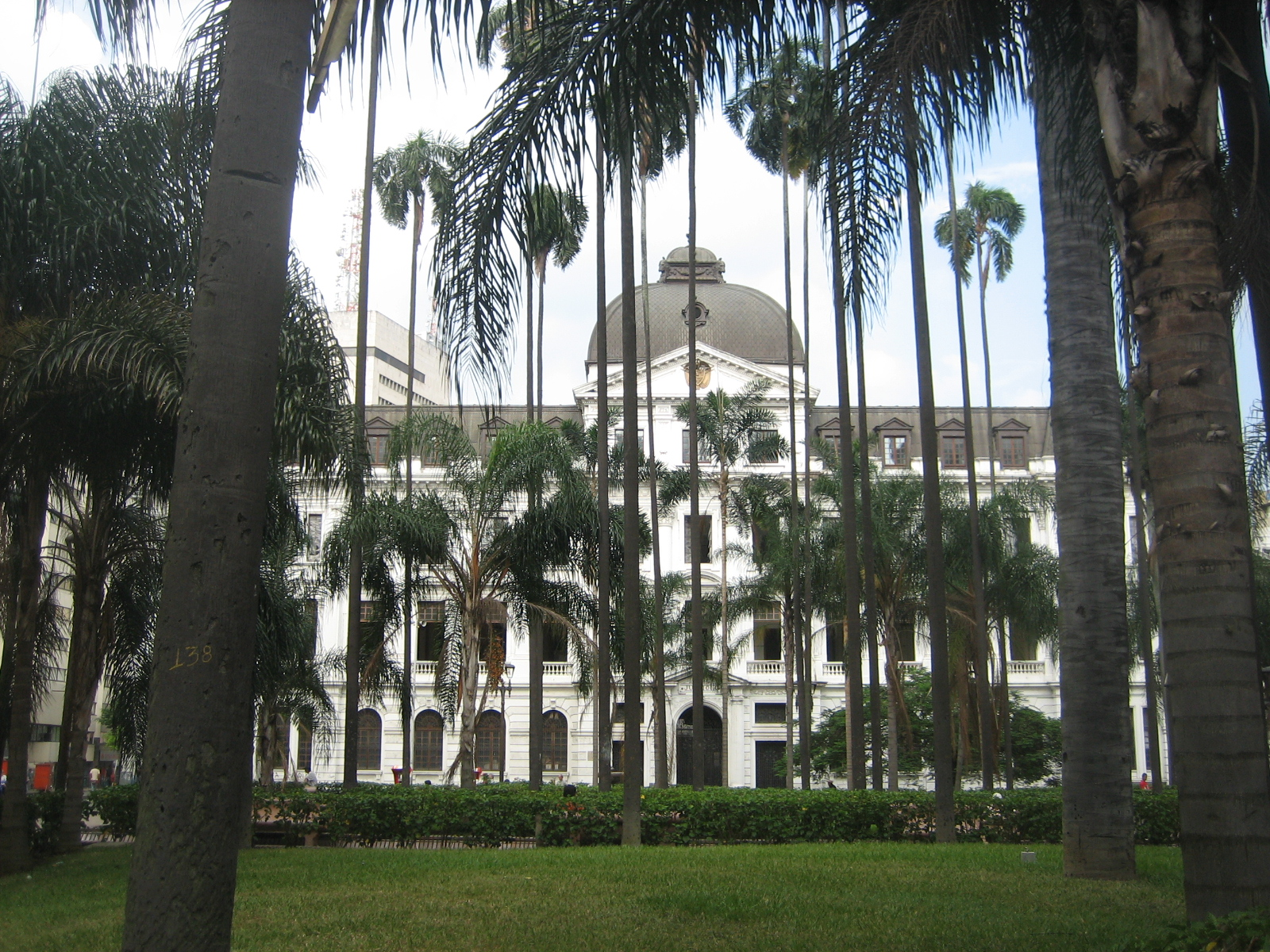
A Nemzeti Palota a tér fái mögött
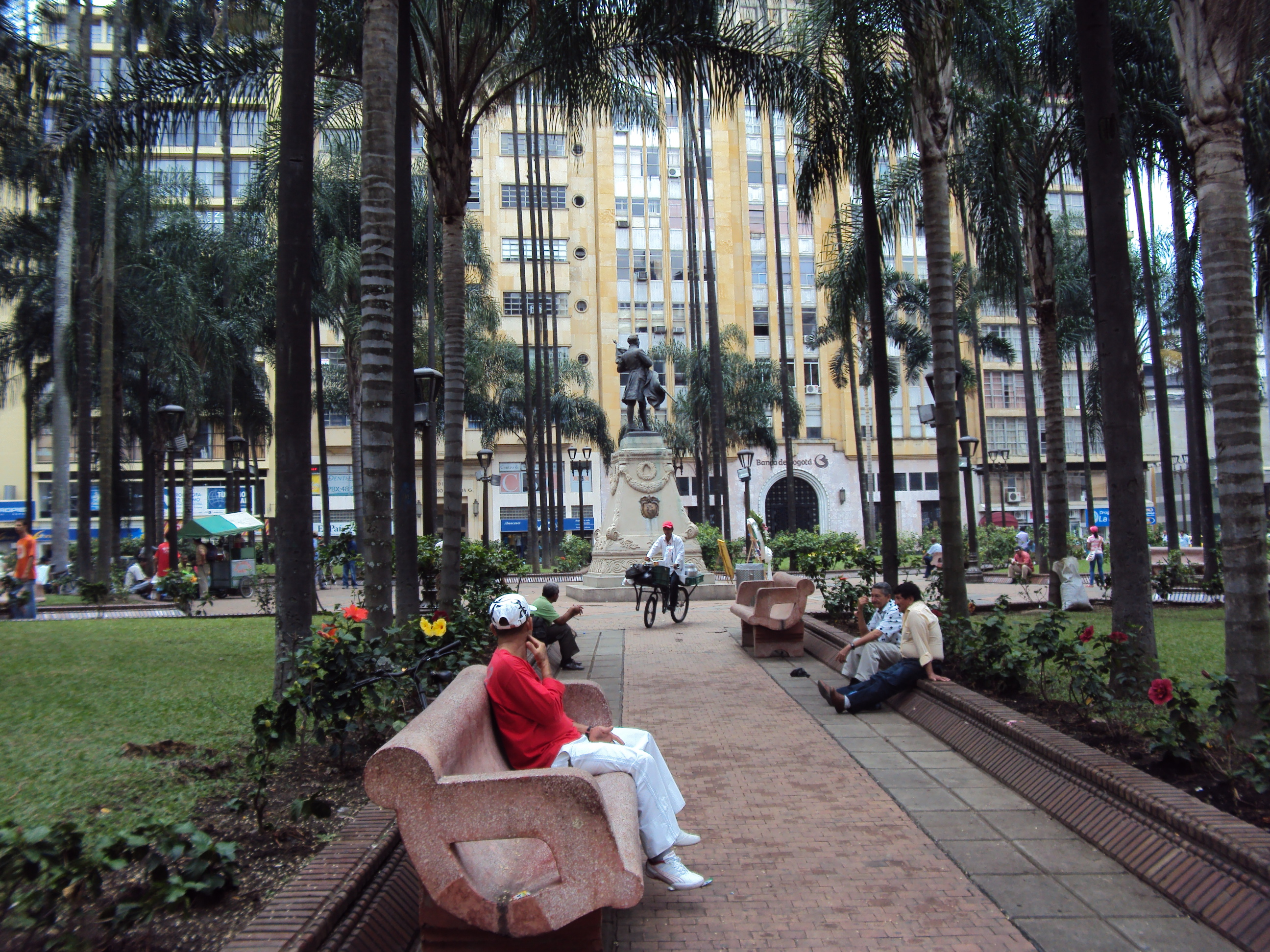
Életkép